# Мадхумалати

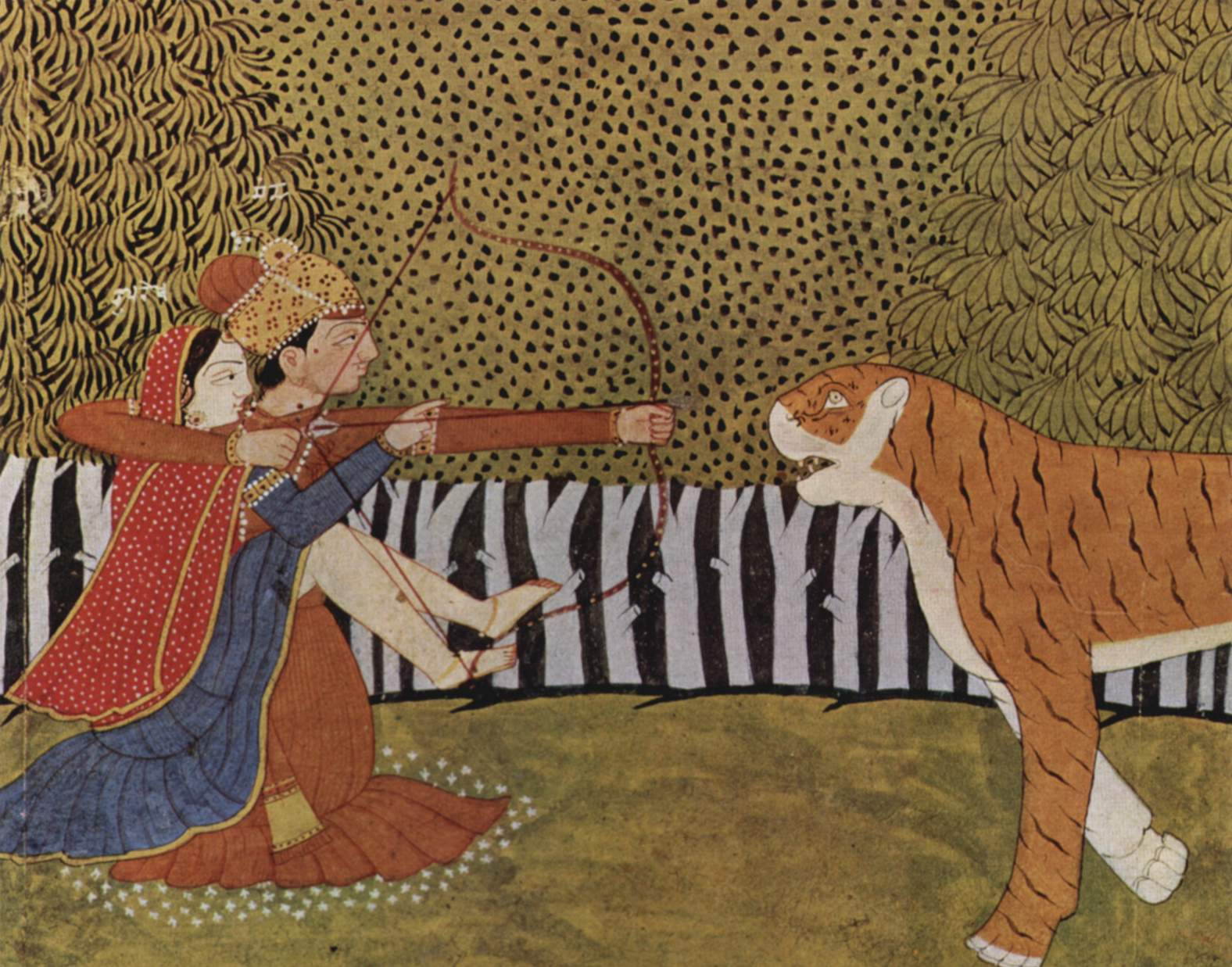
Возлюбленные стреляют в тигра в друнглях. Иллюстрация к «Мадхумалати».

«Мадхумалати» — индийская поэма XVI века, является выдающимся примером суфийской литературы в традиции исламской Индии.
Мистическая любовная история о царевиче по имени Манохар и его любви к прекрасной царевне Мадхумалани. Их разлучает судьба, и им приходится претерпевать страдания, приключения и превращения, прежде чем им удастся воссоединиться и испытать счастье. Эта поэма одновременно — чудесная любовная история, и полный мистического символизма текст, который через историю двух возлюбленных рассказывает о духовных ступенях по пути к просветлению. Изначально поэма была написана на западном хинди диалекте.

## Издания
- Madhumalati: An Indian Sufi Romance (Oxford World’s Classics). Oxford University Press, USA, 2001. ISBN 978-0192840370